# Chartreux (métro de Marseille)
Pour les articles homonymes, voir Chartreux (homonymie).
Chartreux est une station de la ligne 1 du métro de Marseille. La station est inaugurée le 26 novembre 1977 et se situe sous l'église des Chartreux.
Un aiguillage permet à cette station d'être un terminus provisoire en cas d'incident sur la ligne entre la station La Rose et Chartreux.

## Architecture
La station est principalement décorée de jaune et de blanc sur les panneaux des quais. La voûte semi-elliptique au-dessus de la station est de couleur beige. Un plan du quartier est gravé sur un mur du niveau supérieur. Il est à noter que la station Castellane est décorée de la même manière sur les quais de la ligne 2.

## Autour
- L'église des Chartreux, dans le quartier des Chartreux.
- Un bureau de poste.
- Le collège Saint-Bruno La Salle se situe sur la place, à côté de la sortie du métro.
- Des commerces se trouvent sur la place et aux alentours.
- Un marché a lieu tous les jeudis sur la place.

## Services
- Service assuré tous les jours de 5h à 1h.
- Distributeurs de titres : possibilité de régler par espèces ou carte bancaire.

## Correspondances RTM
Terminus Métro Chartreux
- Ligne   en direction de La Blancarde.

Arrêt Chartreux Pierre Roche
- Ligne   en direction de Métro Cinq Avenues ou du Dépôt la Rose.
- Ligne   en direction de Métro Cinq Avenues ou de Les Baronnies.

Arrêt Métro Chartreux
- Ligne   en direction de Foch 5 Avenues.
- Ligne   en direction d’Euroméditerranée Arenc ou de Métro Rond-Point du Prado.